# Anna Nicole Smith
Vickie Lynn Hogan, mais conhecida como Anna Nicole Smith, (Houston, 28 de novembro de 1967 — Hollywood, 8 de fevereiro de 2007) foi uma atriz e modelo estadunidense. Smith começou sua carreira como pôster central da revista Playboy em maio de 1992 e ganhou o título de Playmate do Ano de 1993. Mais tarde, ela foi modelo para empresas de moda, incluindo Guess, H&M, Lane Bryant, Conair e Heatherette.
Smith abandonou o ensino médio em 1984, casou-se em 1985 e divorciou-se em 1993. Em 1994, seu segundo casamento, amplamente divulgado, com o bilionário J. Howard Marshall, de 89 anos, resultou em especulações de que ela se casou com ele por dinheiro, o que ela negou. Após a morte de Marshall em 1995, Smith iniciou uma longa batalha legal por uma parte de sua herança. Seus casos chegaram à Suprema Corte dos Estados Unidos: Marshall v. Marshall sobre uma questão de jurisdição federal e Stern v. Marshall sobre uma questão de autoridade do tribunal de falências.
Smith morreu em 8 de fevereiro de 2007, aos 39 anos, em um quarto de hotel em Hollywood, Flórida. O relatório toxicológico legista informou que a causa da morte foi uma overdose acidental por intoxicação combinada por drogas.

## Vida pessoal
Nascida em Houston e criada em Mexia, no Texas, aos 18 anos abandonou os estudos e saiu de casa para morar com seu primeiro namorado, que era poucos anos mais velho que ela e que trabalhava como cozinheiro. Juntos, tiveram um filho, Daniel, nascido um ano depois. O casamento terminou em 1991, seis anos depois, devido a constantes crises de ciúmes do marido, além de humilhações e violência doméstica. Sem emprego e passando necessidades, não quis voltar para a casa dos pais, e, optando por deixar o filho com eles, passou a sobreviver com a prostituição e aos fins de semana trabalhava como dançarina de striptease em uma boate texana. Neste local, conheceu um executivo de negócios de petróleo e magnata de negócios bancários, chamado J. Howard Marshall II, um senhor de 89 anos. Logo começaram a namorar, e um ano depois ele a tirou desta casa de shows, comprando um apartamento para ela viver em Sacramento, passando a sustentá-la. Após um mês, ficaram noivos. Como queria sua independência, começou a se inscrever em agências de modelo, passando a fazer pequenos desfiles e fazendo fotos sensuais para revistas. Nesta época adotou o nome artístico Anna Nicole Smith, que foi uma criação sua. Ela ficou famosa neste mesmo ano de 1992, ao posar nua para a revista "Playboy". Em 1993, foi eleita a melhor modelo comercial do ano, ao posar para uma capa de revista vestida de Marilyn Monroe, de quem era muito fã.
No dia 27 de junho de 1994 ganhou  notoriedade mundial ao casar-se com seu noivo em uma luxuosa cerimônia na igreja, e os dois passaram a viver em uma mansão em São Francisco. A partir daí passou a sofrer ameaças e humilhações da família dele e da imprensa, que a acusavam de interesseira, pelo marido ser um bilionário e 63 anos mais velho que ela, tendo ele se casado em uma cadeira de rodas, devido a avançada idade. Conforme o tempo foi passando, Anna foi se incomodando com a falta de privacidade imposta pela mídia, além das agressões verbais da imprensa e da família dele, a sua imagem constantemente relacionada a erotização feminina e a saudade de seu filho, que só visitava uma vez por ano, durante suas férias de verão. Isso tudo contribuiu para Anna entrar numa forte depressão, que a acompanhou até o fim de sua vida.
Em 1996, dois anos após o casório, ficou viúva. Depois da morte de seu cônjuge, começou uma longa batalha judicial para tomar posse de parte da herança, mas a família dele recorreu. A batalha judicial foi parar em todas as manchetes dos jornais, e o caso só pôde ser resolvido no Supremo Tribunal Norte-Americano, alcançando um status de questão de competência federal. Como a família do falecido marido  possuía bons advogados de acusação, Anna ficou sem poder receber o dinheiro de sua fortuna, somente podendo ficar com o apartamento que ele comprou em Sacramento, e colocou em seu nome, no início do relacionamento. Como Anna administrou mal seus recursos financeiros dos trabalhos de moda, foi à falência. Estava totalmente sem dinheiro, e para não passar necessidades, teve de vender o apartamento e guardar o dinheiro da venda.
Deprimida e viciada em antidepressivos e calmantes, retomou antigos contatos profissionais do mundo da moda, participando de editoriais e desfiles, que não estavam mais pagando-a tão bem após tantos problemas pessoais expostos pela imprensa. Anna, então, chegou a tentar uma carreira no cinema, e acabou estrelando filmes de menor expressão, que foram mal recebidos pela crítica.
Desistiu da profissão de atriz e modelo de passarela, começando a atuar como modelo comercial, tornando-se garota propaganda de produtos de beleza e dietéticos de diversas empresas do ramo. Nesta época gastou todo seu dinheiro guardado, pois ficou viciada em cirurgias plásticas e injeções de vitaminas: Precisava manter-se sempre magra e bonita para não perder seu contrato de trabalho, sendo essa exigência das empresas para a qual prestava serviços. Anna ainda tomava medicamentos para depressão, emagrecimento e ansiedade, e os misturava com álcool, estando constantemente dopada ou eufórica. Isso acabou por arruinar sua saúde com o tempo.
Após alguns anos trabalhando com produtos de beleza e dieta, estava sem aparecer tanto da mídia, a não ser em comerciais esporádicos, e então voltou aos holofotes midiáticos em 2002, ao criar o "The Anna Nicole Show", um reality show que mostrava sua vida particular, veiculado pelo canal E!. O programa acabou dois anos depois.
Em 7 de Setembro de 2006 deu a luz sua filha, Dannielynn, em Nassau, Bahamas, país onde estava vivendo há dois anos, devido ao contrato milionário assinado para ser garota propaganda de maquiagem e perfume, que exigia que ela morasse lá. Em 10 de setembro, três dias depois de seu parto, passou por uma grande perda: Seu filho, Daniel, de 20 anos, que morava em Houston com os avós maternos, e veio visitar a mãe e a meia-irmã, por insistência de Anna. Ela sabia que o filho tinha fobia de avião, mas insistiu para que ele viesse mesmo assim vê-la. Na mesma noite, ao dormir no quarto com as duas, ele nunca mais acordou: Faleceu de uma infarto, causada por overdose de ansiolíticos e heroína. A artista ficou desesperada, tendo um colapso nervoso, precisando tomar calmantes e ficar sedada. Seu leite secou devido a tamanho sofrimento. Passou a se sentir constantemente culpada, por ter insistido que o filho viesse vê-la, o que o fez exagerar na dose de ansiolíticos para poder pegar o avião, ficando muito deprimida ao descobrir que ele também usava drogas. O nome de sua filha foi dado em homenagem ao seu filho Daniel.
Seu nome voltou aos noticiários, não só por ter perdido o filho ao mesmo tempo em que acabara de ter uma filha, mas por afirmar a imprensa que fez uma inseminação artificial para engravidar, utilizando sêmen congelado do falecido marido, para ter acesso a sua herança. O caso ganhou forte repercussão. A família dele entrou com recursos, a processando, e todos os noticiários só falavam deste assunto. Na época, a artista estava em seu terceiro casamento, morando junto há três anos com Howard Kevin Stern, um advogado, de quem foi amiga por muitos anos, e o conhecia desde que iniciou como modelo, sendo ele quem cuidava de seus contratos. Seu casamento com Howard chegou ao fim após esta declaração sobre a inseminação, onde ele também a processou, informando aos jornalistas ser mentira, pois eram casados, sabendo que era uma história inventada por sua esposa, que não se conformava em ter perdido a herança bilionária do falecido marido.
Howard acreditava ser o pai da menina, tanto que ela estava registrada no nome dele, mas um novo escândalo se abateu, quando a paternidade da menina passou a ser disputada por três homens: O fotógrafo Larry Birkhead, o príncipe Frederic von Anhalt e Alexander Denk, ex-segurança da modelo. Seu ex-marido Howard também entrou na disputa, tendo ficado abalado ao descobrir as traições da esposa.
Anna revelou que mentiu sobre a inseminação, e que na verdade não sabia quem era o pai de sua filha, confessando as traições ao marido, e que estava em dúvida entre eles e outros homens, não só os três que recorreram a paternidade. O tribunal, então, entrou em recesso, e Anna, processada, perdeu mais dinheiro. Ela, então, com suas finanças comprometidas, e querendo voltar aos holofotes da mídia, quebrou o contrato com a empresa, ficando endividada, saindo das Bahamas e mudando-se para Los Angeles, mais precisamente Hollywood. Quando sua bebê completou dois meses de vida, o juiz ordenou a execução da sentença com um pedido de DNA. O mesmo comprovou que, segundo o teste de DNA realizado, o fotógrafo Larry Birkhead é o pai biológico de Dannielynn. Ao receber a notícia, Birkhead declarou à imprensa na época que pretende assumir a guarda da filha. Os dois passaram a disputar a guarda da recém nascida, e ele entrou com processo para registrar a filha. Após batalha judicial que durou um mês, Birkhead registrou-a e conquistou a guarda. Após isto, Anna passou a só poder ver a filha recém-nascida quinzenalmente. O que a fez entrar em crises recorrentes de depressão, desenvolvendo alcoolismo, e tentando o suicídio por diversas vezes, se cortando e ingerindo muitos medicamentos misturados. A atriz e modelo ficava fora de si ao ingerir grande quantidade de álcool misturado com o anestésico hidrato de coral, onde, dopada, chamava constantemente pelo nome do filho, Daniel, anotando em diários seu sofrimento pela falta dele, dizendo que se dopava na tentativa de reencontrá-lo, revelando que o ouvia chamando-a, tentando também esquecer que a guarda de sua filha foi tirada de si, sofrendo muito pela ausência dos filhos.
Após cair no ostracismo artístico e não conseguir mais ser chamada para nenhum trabalho de propaganda ou moda, estava totalmente amargurada e infeliz, voltando a se prostituir e fazer shows de striptease para manter seu vício em cigarro, medicamentos e álcool, tendo passado a consumir drogas. Foi encontrada inconsciente por funcionários na cama de um quarto de hotel em Hollywood, aos 39 anos de idade. Sua morte foi confirmada no hospital. A necrópsia identificou overdose de anfetaminas e barbitúricos, comprovando que ela tomava mais de dez tipos de comprimidos para ansiedade, depressão e emagrecimento, além do uso abusivo de drogas inaladas e injetáveis, e consumo excessivo de álcool, a época de sua morte, mas que não havia substâncias ilícitas no seu organismo no dia de seu falecimento. A autópsia também revelou que Anna sofria de Tiroidite de Hashimoto, uma doença autoimune que a artista nunca foi diagnosticada em vida, mas na qual possuía muitos sintomas, e que contribuiu para seu falecimento.

## Playboy e carreira de modelo
Um importante ponto de virada na carreira de Smith foi em 1992. Foi então que sua carreira decolou depois que foi escolhida por Hugh Hefner a aparecer na capa da edição de março de 1992 da revista Playboy, onde ela aparecia como Vickie Smith, usando um decote vestido de noite. Anna Nicole Smith disse que pretendia ser "A próxima Marilyn Monroe".
Tornando-se uma das modelos da Playboy mais populares, Smith ficou mais conhecida e maior que as modelos típicas da revista. Foi escolhida para ser a Playmate do Ano em 1993. Na época, resolveu mudar seu nome para Anna Nicole Smith.
Obteve um contrato para substituir a supermodelo Claudia Schiffer na campanha publicitária da Guess? Jeans, em uma série de fotografias sensuais em preto e branco. A Guess? capitalizados em forte semelhança convidou Smith para ser sex symbol e colocá-la em sessões de fotos. Em 1993, antes do Natal, ela desfilou para a marca de roupas sueca Hennes & Mauritz (H & M). Ela apareceu em cartazes grandes na Suécia e na Noruega.
Uma fotografia de Smith foi utilizado na capa de uma revista de New York de 22 de agosto de 1994 com o tema White Trash Nation. Na foto, ela aparece agachada vestida com uma saia curta e botas de cowboy comendo batatas fritas. Em outubro de 1994, o advogado de Smith deu início a um processo legal de $ 5 000 000 contra a revista, alegando utilização não autorizada de sua foto e danos à sua reputação. Seu advogado também invocou que a ela foi dito estar sendo fotografada para encarnar o olhar "all-american-woman" e que desejavam fotos com glamour. Ele afirmou, ainda, que a imagem usada foi tomada para se divertir durante uma pausa.

## A morte do filho
Daniel Smith, morreu aproximadamente com 21 anos de idade e foi de repente enquanto visitava a mãe e a irmã recém-nascida no hospital, durante a semana, a 10 de Setembro de 2006. Ele tinha voado para as Bahamas no sábado para visitar a sua mãe e estava no seu quarto de hospital, no domingo, quando entrou em colapso.
Alguns dias antes, a 7 de setembro de 2006, ela deu à luz uma menina chamada Dannielynn Hope. O nome dela foi dado em memória do irmão, Daniel Smith.

## Morte
A 8 de fevereiro de 2007, Anna Nicole Smith foi encontrada inconsciente no quarto 607 no Seminole Hard Rock Hotel and Casino em Hollywood, Flórida. Segundo o chefe da polícia de Seminole Charlie Tiger, à 1:38 p.m., Maurice Brighthaupt, um paramédico treinado, ligou para a recepção do hotel a partir da sua sala no sexto andar.
Após uma investigação de sete semanas anunciou-se que Smith morreu por "intoxicação por drogas combinadas"  que usava para dormir. Nenhuma droga ilegal foi encontrada em seu organismo. O relatório oficial afirma que sua morte não foi considerada homicídio, suicídio ou de causas naturais. O relatório completo da investigação foi tornado público e pode ser encontrado em linha. Além disso, uma cópia oficial do relatório da necrópsia foi lançado publicamente a 26 de março de 2007, e pode ser encontrado.
Em última análise, sua morte foi determinada como overdose acidental de drogas sedativas hidrato de cloral, que se tornou cada vez mais letal quando combinada com outros medicamentos prescritos em seu organismo, especificamente 4 benzodiazepinas: Klonopin (Clonazepam), Ativan (Lorazepam), Serax (Oxazepam), e Valium (Diazepam). Além disso, ela tinha tomado Benadryl (Difenidramina) e Topamax (Toprimate), um anticonvulsivo GABA agonista, o que provavelmente contribuiu para o efeito sedativo do hidrato de cloral e os benzodiazepínicos. Ela morreu sem nunca ter conseguido receber qualquer parte da herança de 14 bilhões de seu ex-marido.

## Legado
Anna Nicole, uma ópera de Mark-Anthony Turnage sobre Smith, estreou em 17 de fevereiro de 2011, na Royal Opera House, recebendo críticas mistas. Smith foi o tema do documentário da Netflix de 2023, Anna Nicole Smith: You Don't Know Me. Smith também foi tema dos filmes biográficos The Anna Nicole Smith Story (2007) e The Anna Nicole Story (2013). Em dezembro de 2023, foi anunciado que Sylvia Hoeks interpretará Smith no próximo filme Hurricana.
Em 2017, o médico de atenção primária de Smith, Sandeep Kapoor, publicou um livro de memórias intitulado Trust Me, I'm a Doctor: My Life Before, During and After Anna Nicole Smith. Em fevereiro de 2024, foi relatado que Kal Penn estrelará como Kapoor em um próximo filme baseado no livro, intitulado Trust Me, I'm a Doctor.